# レクイエム (モーツァルト)
レクイエム ニ短調（独語名：Requiem in d-Moll）K. 626は、ヴォルフガング・アマデウス・モーツァルト（1756年 - 1791年）が作曲したレクイエム（死者のためのミサ曲）である。モーツァルトの最後の作品であり、モーツァルトの死によって作品は未完のまま残され、弟子のフランツ・クサーヴァー・ジュースマイヤーにより補筆完成された。
しばしば、ヴェルディ、フォーレの作品とともに「三大レクイエム」の一つに数えられる。

## 作曲の経緯

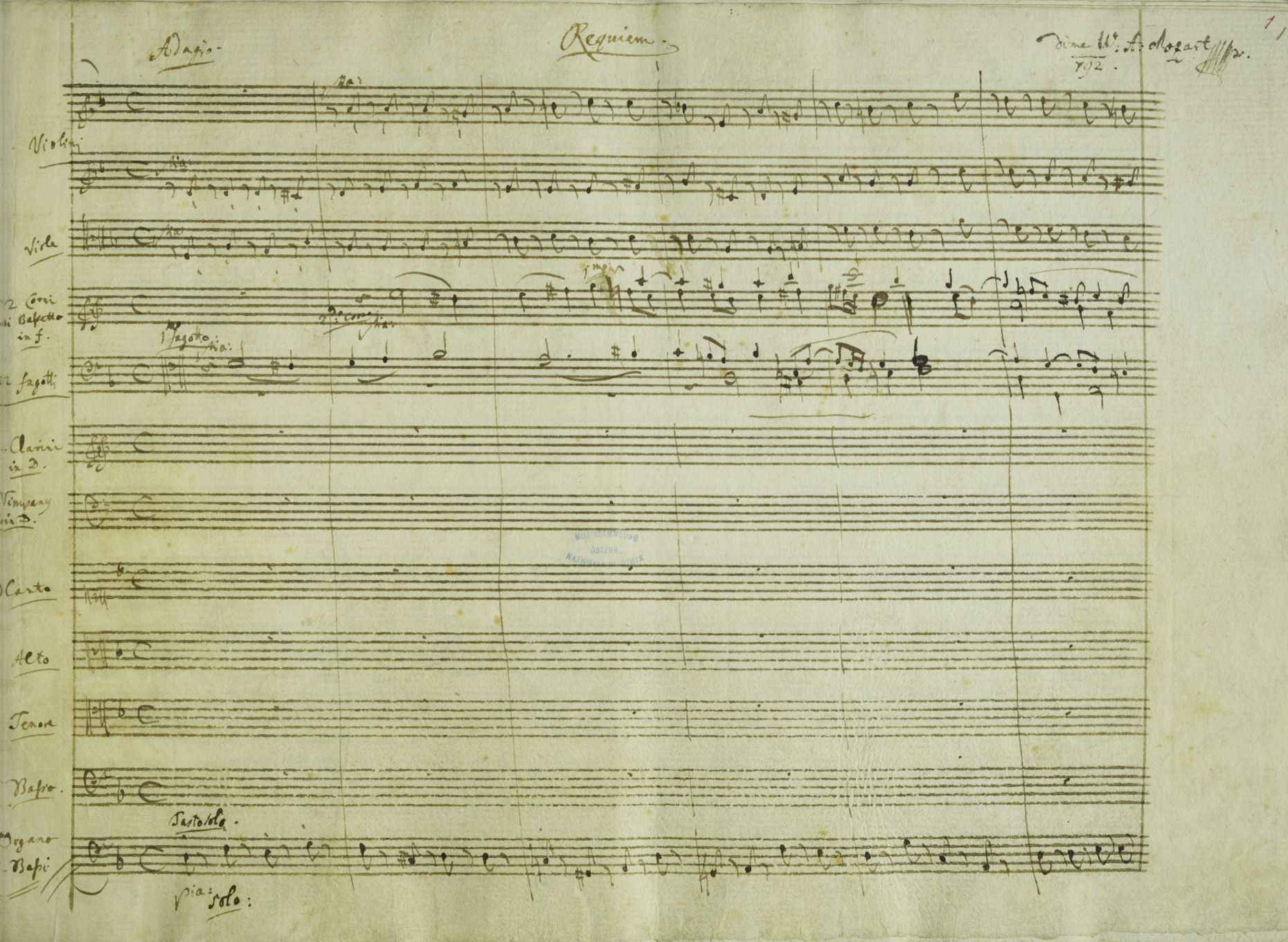
楽曲冒頭、第1曲「レクイエム・エテルナム」最初の部分の自筆譜

1791年、モーツァルトはウィーンの聴衆の人気を失い、苦しい生活を送っていた。旧知のシカネーダー一座から注文を受けたジングシュピール『魔笛』K. 620の作曲をほぼ終えたモーツァルトは、プラハでのボヘミア王としての皇帝レオポルト2世の戴冠式で上演するオペラ・セリア『皇帝ティートの慈悲』K. 621の注文を7月末に受け、これを優先して作曲する。ジュースマイヤーにレチタティーヴォの部分を手伝わせてようやく完成の目処が立ち、8月末にプラハへ出発する直前、見知らぬ男性が彼を訪ねた。男性は匿名の依頼主からのレクイエムの作曲を依頼し、高額な報酬の一部を前払いして帰っていった。
9月中旬、プラハから戻ったモーツァルトは『魔笛』の残りを急いで書き上げ、9月30日の初演に間に合わせる。その後、レクイエムの作曲に取りかかるが、体調を崩しがちとなり、11月20日頃には床を離れられなくなってしまう。12月になると病状はさらに悪化して、モーツァルトは再び立ち直ることなく12月5日の未明に他界する（享年35）。彼の葬儀は12月6日にシュテファン大聖堂の十字架チャペルで行われ、4日後の10日にはエマヌエル・シカネーダーなどの勧めによりホーフブルク宮殿の前にある皇帝用の聖ミヒャエル教会でのミサで「レクイエム」の「初演」がそれまで完成した形（第2曲以下をクワイアーは斉唱）で行われた。
モーツァルトの死後、未亡人コンスタンツェと再婚したゲオルク・ニコラウス・ニッセンの著したモーツァルト伝などにより、彼は死の世界からの使者の依頼で自らのためにレクイエムを作曲していたのだ、という伝説が流布した。当時、依頼者が公になっていなかったことに加え、ロレンツォ・ダ・ポンテに宛てたとされる有名な書簡において、彼が死をいかに身近に感じているかを語り、灰色の服を着た使者に催促されて自分自身のためにレクイエムを作曲していると書いているのである。いかにも夭折した天才にふさわしいエピソードとして長らく語られてきたが、1964年になってこの匿名の依頼者がフランツ・フォン・ヴァルゼック伯爵という田舎の領主であること、使者が伯爵の知人フランツ・アントン・ライトゲープ (Franz Anton Leitgeb) という人物であることが明らかになった。ヴァルゼック伯爵はアマチュア音楽家であり、当時の有名作曲家に匿名で作品を作らせ、それを自分で写譜した上で自らの名義で発表するという行為を行っていた。彼が1791年2月に若くして亡くなった妻の追悼のために、モーツァルトにレクイエムを作曲させたというのが真相だった。したがって、何ら神秘的な出来事が起こったわけではない。ただ、モーツァルトが自身が死へと向かう病床にあってなおレクイエムの作曲をしていたのは事実である。コンスタンツェの妹ゾフィーは、モーツァルトが最後までベッドでジュースマイヤーにレクイエムについての作曲指示をし、臨終はまだ口でレクイエムのティンパニの音をあらわそうとするかのようだったと姉アロイジアとニッセン夫妻に宛てた手紙の中で述べている。なお、イタリア語で書かれたダ・ポンテ宛ての手紙は偽作説も有力である。というのも、イギリスに滞在していたダ・ポンテが見知らぬ男性のことを知り得ないはずだから、というのが主な根拠である。
この文は全文がイタリア語で書かれており、死の年の9月に書かれたとされるが、自筆の書簡は失われており、偽作という疑いも強い。なお、初めの文での「あなたの申し出」とはダ・ポンテがモーツァルトにイギリス行きを勧誘したことであり、後半の「死の歌（カント・フネープレ）」というのはもちろん、レクイエムのことである。また、この手紙が一般にダ・ポンテ宛てだと言われているのは、全文がイタリア語で書かれているということからの推測に過ぎず、確固たる根拠はない。

## 作品の補筆から初演・出版

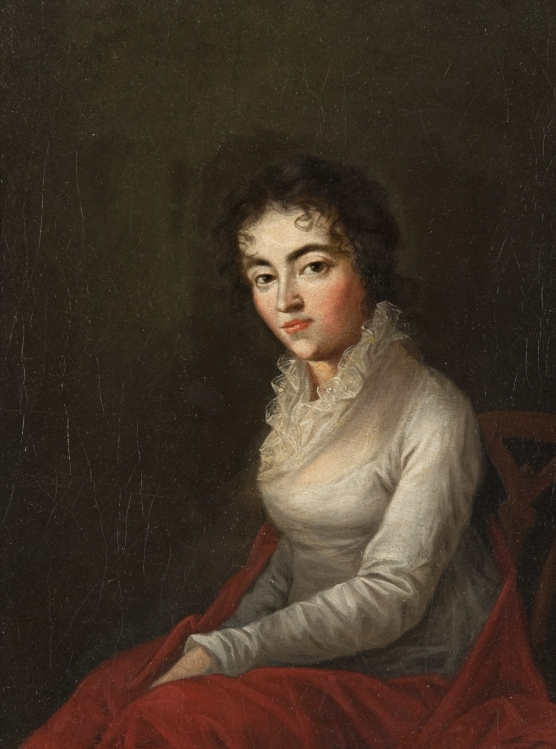
コンスタンツェ

モーツァルトの死後、貧窮の中に残されたコンスタンツェは、収入を得る手段としてこの作品を完成させることを望んだ。まず、モーツァルトも高く評価していたヨーゼフ・アイブラーが補作を進めるが、なぜか8曲目の途中までで放棄する。作業は他の弟子、ヤコプ・フライシュテットラーおよびジュースマイヤーに委ねられ、ジュースマイヤーが改めて一から補筆を行って最終的に完成させた。完成した総譜は作品を受け取りに来た使者ライトゲープを通じてヴァルゼック伯爵に引き渡され、コンスタンツェは作曲料の残りを得た。
伯爵は自分の作品であるとして、1793年12月14日にウィーンのノイクロスター教会において自身の指揮でこの曲を演奏したが、コンスタンツェは手元に残した写譜から亡夫の作品として出版する。このため後に伯爵が抗議するという一幕もあったというが、モーツァルトの名声はすでに高まりつつあり、この作品はモーツァルトの作品として広く認知されるようになった。なお、ゴットフリート・ヴァン・スヴィーテン男爵の計らいで、コンスタンツェのために1793年1月2日に本当の初演が行われたという説がある。
典礼の際に利用するため、「リベラ・メ」【我を救い給え】の補作が行われることがあった。著名なものに、1819年にリオ・デ・ジャネイロで演奏するために作曲されたジギスムント・フォン・ノイコムによるものと、1827年のベートーヴェンの葬儀で演奏されたイグナーツ・フォン・ザイフリートによるものがある。

## 作品の概要
このレクイエムは次のような構成を持つ。なお、テキストはレクイエムを参照されたい。

### イントロイトゥス【入祭唱】
第1曲 レクイエム・エテルナム【永遠の安息を】 （ニ短調 アダージョ 4分の4拍子 合唱・ソプラノ独唱）
全曲中唯一モーツァルト自身の手で最後まで完成されている曲。冒頭のD-C#-D-E-F…の動機は全曲に渡って用いられている。第2曲へ休みなく続く。
第2曲 キリエ【憐れみの賛歌】 （ニ短調 アレグロ 4分の4拍子 合唱）
壮大な二重フーガ。

### セクエンツィア【続唱】

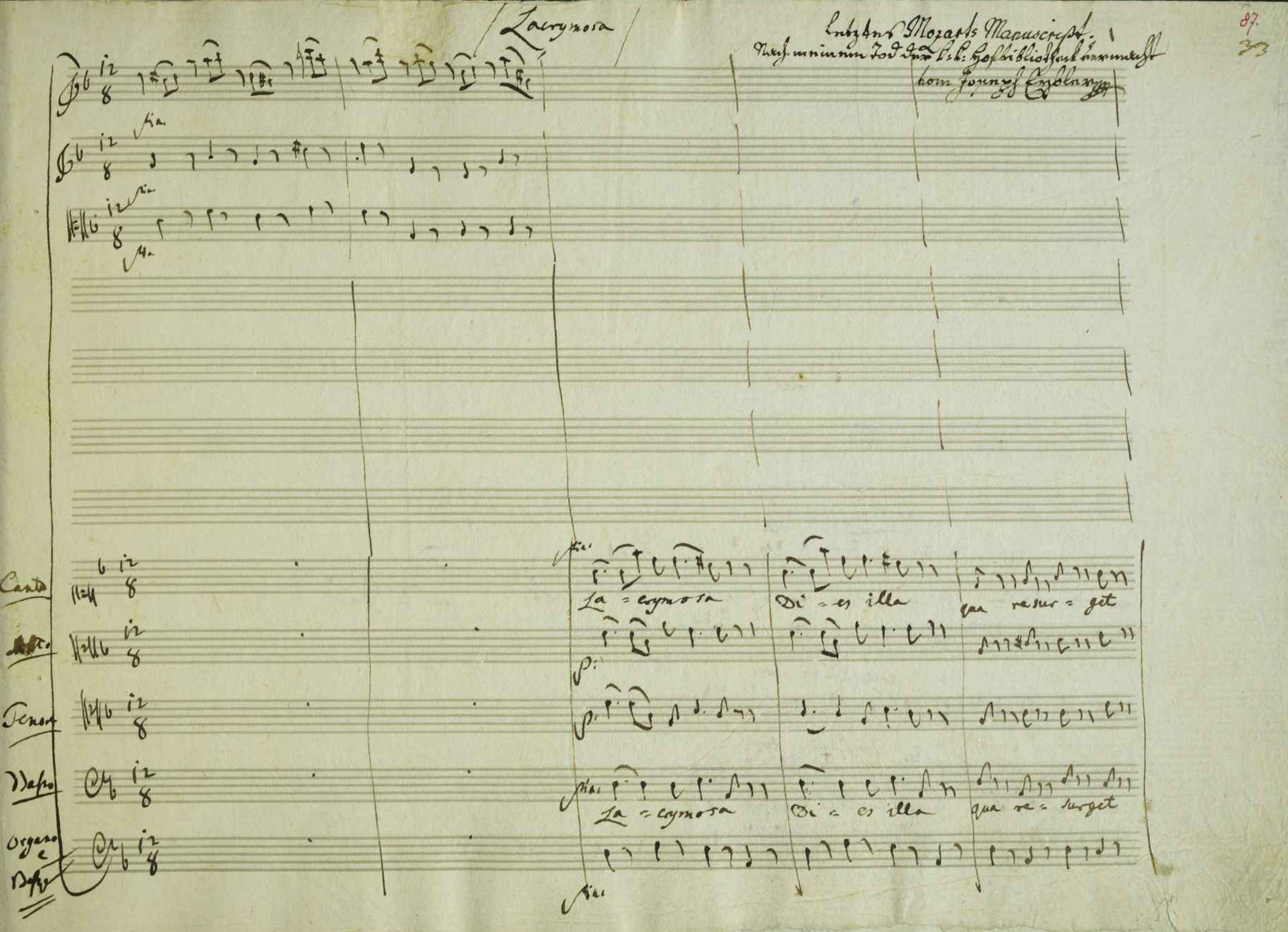
第8曲「ラクリモーサ」最初の部分の自筆譜

第3曲 ディエス・イレ【怒りの日】 （ニ短調 アレグロ・アッサイ 4分の4拍子 合唱）
全曲中特に有名な曲で、テレビや映画などでよく用いられている。
第4曲 トゥーバ・ミルム【奇しきラッパの響き】 （変ロ長調→ヘ短調 アンダンテ 2分の2拍子 バス、テノール、アルト、ソプラノ独唱・四重唱）
歌詞の通り、トロンボーンに導かれてバスが最後の審判について歌う。
第5曲 レックス・トレメンデ【恐るべき御稜威の王】 （ト短調 グラーヴェ 4分の4拍子 合唱）
「グラーヴェ」はジュースマイヤーの指定。彼以降の補筆版（後述）では、速いテンポで演奏されることが多い。
第6曲 レコルダーレ【思い出したまえ】 （ヘ長調 アンダンテ 4分の3拍子 四重唱）
第7曲 コンフターティス【呪われ退けられし者達が】 （イ短調 アンダンテ 4分の4拍子 合唱）
第5曲同様、他の補筆版では速いテンポで演奏されることが多い。
第8曲 ラクリモーサ【涙の日】 （ニ短調 ラルゲット 8分の12拍子 合唱）
モーツァルトの絶筆（8小節、"judicandus homo reus:" まで）。9小節以降はジュースマイヤーの補筆であるが、作曲は必ずしも曲順に進められるわけではないため、後述の通り、続く第9、10曲も第3～7曲同様、旋律や和声など主要な部分はモーツァルトの作曲である。

### オッフェルトリウム【奉献文】
第9曲 ドミネ・イエス【主イエス】 （ト短調 アンダンテ・コン・モート 4分の4拍子 合唱・四重唱）
合唱、四重唱ともにポリフォニーが多く用いられた曲進行となる。"quam olim Abrahæ"以降はフーガで締めくくられる。
第10曲 オスティアス【賛美の生け贄】 （変ホ長調 アンダンテ 4分の3拍子 合唱）
第9曲と対照的にホモフォニックに歌われる。最後のフーガは前曲のものが再現される。

### サンクトゥス【聖なるかな】
第11曲 サンクトゥス【聖なるかな】 （ニ長調 アダージョ 4分の4拍子 合唱）
全曲で唯一、シャープ系の調性の曲。"Hosanna" 以降はフーガとなる。
第12曲 ベネディクトゥス【祝福された者】（変ロ長調 アンダンテ 4分の4拍子 四重唱・合唱）
前曲と同一のフーガで締めくくられる。

### アニュス・デイ【神の小羊】
第13曲 アニュス・デイ【神の小羊】 （ニ短調 ラルゲット 4分の3拍子 合唱）
次の曲に休みなく続く。

### コムニオ【聖体拝領唱】
第14曲 ルックス・エテルナ【永遠の光】 （ニ短調 アダージョ 4分の4拍子 ソプラノ独唱・合唱）

## 曲構成・作曲内容
合唱部分は全て混声四部合唱で、四重唱はソプラノからバスまでの独唱者による。
この全14曲のうち、モーツァルトが完成させることができたのは第1曲だけであり、第2曲第3曲等はほぼ出来ていたものの、残りは作曲途中でモーツァルトは世を去り、未完状態で残される。
第2曲はフライシュテットラーとジュースマイヤーによってオーケストレーションが行われた。他に第3曲から第7曲、第9曲から第10曲の主要部分（四声の合唱部と主要な和声のスケッチ）と第8曲「涙の日（ラクリモーサ）」の8小節までがモーツァルトによって残され、それを基に弟子のジュースマイヤーが補筆完成を行っている。残りの第11曲以降についてはモーツァルトによる草稿は伝わっていないものの、フライシュテットラーやジュースマイヤーに対し何らかの指示がされた可能性はある。また、全曲の最後を飾る第14曲「聖体拝領唱」はモーツァルトの指示により（コンスタンツェの証言が残っている）第1曲「入祭唱」の一部および第2曲「キリエ」のフーガの歌詞を入れ替えたもので、これは当時のミサ曲の慣例でもあった。
第1曲「入祭唱」の冒頭で提示されるD-C#-D-E-F-G-F-E-Dという主題は「レクイエムの主題」と呼ばれ、形を変えながら作品全体（草稿の伝わらない、ジュースマイヤー作曲とされる曲も含めて）を通して現れる。これはマルティン・ルター作とされるコラール「わが死の時に臨みて」（Wenn mein Stündlein vorhanden ist）が元であり、モーツァルトの前にもヘンデルやミヒャエル・ハイドンが用いている。特にミヒャエル・ハイドンの「レクイエム」は、モーツァルトがこのレクイエムを作曲する上で大きく影響したと言われる。また、同じく「入祭唱」で提示されるF-E-G-Fという動機も各所に現れる。

### アーメン・フーガ
1962年、音楽学者ヴォルフガング・プラートがベルリン州立図書館において、『魔笛』 K.620の序曲のスケッチ、第5曲「恐るべき御稜威の王（レックス・トレメンデ）」の一部などと共に、「アーメン」を歌詞とする4分の3拍子、16小節のフーガのスケッチ（通称「アーメン・フーガ」）が記された草稿（声楽部のみ）を発見している。1791年に書かれたと見られ、主題は「レクイエムの主題」の反行形である（A-B♭-A-G-F-E-D）。こうしたことから、一部の音楽学者は【入祭唱】をフーガである「キリエ」で締めくくるのと同様、【続唱】の最終曲「涙の日（ラクリモーサ）」の終結部に置き、区切りとする構想があったとする意見を唱えており、近年の補筆版にも度々補筆・導入されている。

## 楽器編成
- 声楽： ソプラノ・アルト・テノール・バスの独唱および混声四部合唱
- 器楽： バセットホルン2、ファゴット2、トランペット2、トロンボーン3、ティンパニ、弦五部、オルガン

フルート、オーボエ、クラリネットといった明るい音色の楽器を使わず、かわりにクラリネット属だが低音のくすんだ、しかし奥深い響きを持つバセットホルンを用いた。モーツァルトはこの楽器を好んでおり、知人のアントン・シュタードラー兄弟のために多数の作品に採用している。

## ジュースマイヤー版とジュースマイヤー版への批判的補作
現在出版されているジュースマイヤー版の総譜は、ブルックナー作品の編集で有名なレオポルト・ノヴァークの校訂を経たものである。CD、コンサートなどで使用している版が特記されていなければ、ジュースマイヤー版である可能性が高い。
前述の通りモーツァルトの死後、貧窮の中に残されたコンスタンツェは、収入を得る手段としてこの作品を完成させることを望んだ。多少の曲折の後、本作はモーツァルトの弟子であるジュースマイヤー（およびフライシュテットラー）によって補筆完成された。フライシュテットラーは、第2曲のオーケストレーションのみ担当した（合唱のパートを木管楽器と弦楽器にユニゾンで重ねた）。
後述のような問題点も指摘されるものの、他の版にはない利点である作曲者モーツァルト本人から直接指示を受けた人物（ジュースマイヤー）による補作として価値は高く、演奏可能な作品として完成させたジュースマイヤーの功績を不当に低く評価すべきではないという考えを示す研究者、演奏家も多い。また、モーツァルトの自筆譜への加筆ではなく、アイブラーの補筆部分を取り除いた筆写譜を作成した後に補作に取りかかった点も忘れてはならない。
しかしジュースマイヤーの補作の不出来な点に対する批判は、作品の出版直後からすでに見られた。20世紀にモーツァルト研究が進むにつれ、モーツァルト自身の筆になる部分とその他の弟子、とくにジュースマイヤーによる書き込みの区分がなされると、ジュースマイヤー補作版に基づきながら、彼の作曲上の誤りやモーツァルトの真正な様式にそぐわない部分を修正した改良版を出版することが行われるようになった。

### 主な補作
バイヤー版
ミュンヘン音楽大学教授フランツ・バイヤーによる補作。最も有名なものは1971年の「バイヤー版」で、フランツ・バイヤーの行った研究成果を反映したものであり、全体的に、ジュースマイヤーの仕事を認める方向で楽曲の構成には手を加えず、「饒舌」なオーケストレーションの修正、特に伴奏のカットが主眼である。最もわかりやすい変更箇所は、「キリエ」の最後のフェルマータ以降のトランペットとティンパニの追加、「奇しきラッパの響き」の "Mors stupebit et natura" 以降のトロンボーンのカット（これは歌詞の内容に合わせたもの）、「恐るべき御稜威の王」の2拍目の金管楽器による相の手の削除（これは前者と共に以下の版でも採用されている）、「涙の日」の "Dona eis" の部分で、テノールパートが上昇音型から下降音型に変更されている点、「オッフェルトリウム」の始めのほうに現れる弦楽器のシンコペーションを単純なリズムに変更した点、そして「サンクトゥス」と「ベネディクトゥス」の最後の部分「オザンナ」のフーガに新しい終結部を追加した点である（アーノンクールは演奏の際この部分はカットした）。
尚、バイヤーは2005年に新たな補作を出版しており、上記のものとは異なる新版が存在する。
モーンダー版
イギリスの音楽学者・数学者リチャード・モーンダーによる補作。曲自体はあくまで未完だとして、ジュースマイヤーが作曲した曲、およびオーケストレーションを削除し、モーツァルトの他の楽曲（特に「魔笛」や「皇帝ティートの慈悲」）を参考に補筆するという方針を取っているが、「神の子羊よ」は、「レクイエムの主題」の引用、「雀ミサ」K.196bとの類似など、モーツァルト自身が関与した可能性が強いと指摘し、修正を施した上で残された。最大の特徴は「涙の日」の「アーメン」の部分に「アーメン・フーガ」を導入したことである。モーツァルトの絶筆（"judicandus homo reus:"）以降は「入祭唱」の "Te decet hymnus" の部分を転調して繋ぎ、"Dona eis requiem" で半休止させてアーメン・フーガへと入る。アーメン・フーガは 「自動オルガンのための幻想曲」 K.608を参考に補筆したといい、フーガの終結部ではモーツァルトの絶筆部分のモチーフ（D-E-F-F#-G-G#-A-C#.）を引用している。
ランドン版
アメリカの音楽学者H.C.ロビンス・ランドンによる版。アイブラーの補筆がある「呪われ退けられし者達が」まではそれを採用し、「涙の日」以降はジュースマイヤーのものを用いて、その上でランドンが一部に加筆している。ジュースマイヤーによって破棄され、使われなかったアイブラーの補筆部分を初めて利用した版である。編者の「モーツァルトの作品を完成させる作業には、学識に優れた20世紀の学者たちよりも、同時代人であるアイブラー、フライシュテットラー、ジュースマイヤーの方が適していると信じる」という言葉と相まって、ジュースマイヤー再評価のきっかけとなった。判別のポイントは「恐るべき御稜威の王」の6小節目で伴奏が無くなる部分。
レヴィン版
アメリカのピアニスト・作曲家ロバート・レヴィンによる補作。1991年のレクイエム200年記念演奏会のために作成された。基本的には、ジュースマイヤー版の曲の骨格を元にオーケストレーションを書き換える方針を取っている。最大の特徴は「涙の日」の「アーメン・フーガ」であり、これはモーンダーとは異なる独自の補作である（ジュースマイヤーの補筆は極力残してフーガに入る。なお、当時の慣例に基づき、このフーガは属調以外ほとんど転調しないのが特徴）。また、「サンクトゥス」「ベネディクトゥス」は「オザンナフーガ」が大幅に拡大されるなど、改作に近い修正が施されている。
ドルース版
イギリスの音楽学者・作曲家・弦楽器奏者ダンカン・ドルースによる版。「モーツァルトのつもりでというよりは、モーツァルトのスタイルに共鳴し、モーツァルトの技法に精通した18世紀の有能な作曲家になったつもりで」補作しようとしたという。「涙の日」のモーツァルトの絶筆以降と「アーメン・フーガ」を独自に補作した。「サンクトゥス」「ベネディクトゥス」および「オザンナ・フーガ」はジュースマイヤー版の主題を基に新たに作曲しなおしている。「聖体拝領唱」の冒頭には「入祭唱」から取った器楽演奏部が挿入されている。「涙の日」の9-10小節目に、アイブラーが補筆した2小節を使用しており、「涙の日」は「怒りの日」とパラレルになるように作曲したという。
その他
主要なものとして、古いものではフロトホイス（1941年）から、近年のものではTamás（2005年）、Cohrs（2013年）、Dutron（2017年）による版がある。また、日本人による補作としては鈴木優人による版（2013年）がある。

## その他
本作品は弟子による補作によっているとはいえ、モーツァルトの傑作の一つとしてしばしば演奏される。演奏会だけでなく、ミサ曲本来の目的である死者の追悼のためにも使われてきた。
ショパンの葬儀でも演奏され、1964年1月19日にはカトリック信者であったアメリカ合衆国大統領ジョン・F・ケネディの追悼ミサでもエーリヒ・ラインスドルフ指揮、ボストン交響楽団によって演奏が行われた。
1989年7月23日にはザルツブルグ大聖堂において指揮者のヘルベルト・フォン・カラヤンの追悼ミサでリッカルド・ムーティ指揮、ウィーン・フィルハーモニー管弦楽団によって演奏が行われた。
また、1991年にはモーツァルト没後200年ミサがゲオルク・ショルティ指揮、ハンス・ヘルマン・グローエル枢機卿の司式で、ランドン版を用いて執り行われた。
アカデミー賞の作品賞はじめ8部門やゴールデングローブ賞など多数受賞したモーツァルトを描いた映画『アマデウス』（1984年）の作中において、サリエリにレクイエムの第7曲を口述筆記させるモーツァルトの作曲シーンがあるが、これは史実ではなくフィクションであり、サリエリとレクイエムに関わりはない。この映画にはモーツァルトの楽曲が全編に渡って多数使われているが、バイヤー版、ジュースマイヤー版の両方で録音を発表している音楽監督のネヴィル・マリナーは、この映画では2つの版を混成で使用しており、特にモーツァルト埋葬の場面でバイヤー版の特徴が現れている。